# 小行星1799
小行星1799（1799 Koussevitzky）是一颗围绕太阳公转的小行星。1950年7月25日，印第安纳大学在摩根县发现了此天体。
該小行星以俄羅斯指揮家謝爾蓋·庫塞維茲基命名。
这颗小行星的绝对星等为190.786739784683等。